# Морено Торрічеллі
Морено Торріче́ллі (італ. Moreno Torricelli, * 23 січня 1970, Ерба) — італійський футболіст, захисник. По завершенні ігрової кар'єри — футбольний тренер.
Як гравець насамперед відомий виступами за клуби «Ювентус» та «Фіорентина», а також національну збірну Італії.
Триразовий чемпіон Італії. Дворазовий володар Кубка Італії. Дворазовий володар Суперкубка Італії з футболу. Володар Кубка УЄФА. Переможець Ліги чемпіонів УЄФА. Володар Суперкубка УЄФА. Володар Міжконтинентального кубка.

## Клубна кар'єра
У дорослому футболі дебютував 1988 року виступами за команду клубу «Оджоно», в якій провів два сезони, взявши участь у 49 матчах розіграшу Ечеленци провінції Ломбардія.
Протягом 1990—1992 років захищав кольори команди іншого нижчолігового клубу, «Каратезе».
Своєю грою за останню команду привернув увагу представників тренерського штабу клубу «Ювентус», до складу якого приєднався 1992 року. Відіграв за «стару синьйору» наступні шість сезонів своєї ігрової кар'єри. Більшість часу, проведеного у складі «Ювентуса», був основним гравцем захисту команди. За цей час тричі виборював титул чемпіона Італії, ставав володарем Кубка Італії, володарем Кубка УЄФА, переможцем Ліги чемпіонів УЄФА, володарем Суперкубка УЄФА, володарем Міжконтинентального кубка.
1998 року уклав контракт з клубом «Фіорентина», у складі якого провів наступні чотири роки своєї кар'єри гравця. Граючи у складі «Фіорентини» також здебільшого виходив на поле в основному складі команди. За цей час додав до переліку своїх трофеїв ще один титул володаря Кубка Італії.
Протягом 2003—2004 років захищав кольори команди іспнаського клубу «Еспаньйол».
Завершив професійну ігрову кар'єру в Італії, у складі клубу Серії B «Ареццо», за команду якого виступав протягом 2004—2005 років.

## Виступи за збірну
1996 року дебютував в офіційних матчах у складі національної збірної Італії. Протягом кар'єри у національній команді, яка тривала 4 роки, провів у формі головної команди країни 10 матчів.
У складі збірної був учасником чемпіонату Європи 1996 року в Англії, а також чемпіонату світу 1998 року у Франції.

## Кар'єра тренера
Розпочав тренерську кар'єру невдовзі по завершенні кар'єри гравця, 2007 року, увійшовши до тренерського штабу клубу «Фіорентина» як тренер однієї з юнацьких команд.
В подальшому очолював команду клубу «Пістоєзе».
Наразі останнім місцем тренерської роботи був клуб «Фільїне», команду якого Морено Торрічеллі очолював як головний тренер до 2010 року.
| Дата       | Місто     | Господарі            | Результат | Гості       | Турнір             | Голи | Примітки |
| ---------- | --------- | -------------------- | --------- | ----------- | ------------------ | ---- | -------- |
| 24/1/1996  | Терні     | Італія               | 3 – 0     | Уельс       | товариський матч   | -    |          |
| 29/5/1996  | Кремона   | Італія               | 2 – 2     | Бельгія     | товариський матч   | -    |          |
| 1/6/1996   | Будапешт  | Угорщина             | 0 – 2     | Італія      | товариський матч   | -    |          |
| 19/06/1996 | Манчестер | Італія               | 0 – 0     | Німеччина   | ЧЄ 1996 - 1-й етап | -    |          |
| 06/11/1996 | Сараєво   | Боснія і Герцеговина | 2 – 1     | Італія      | товариський матч   | -    |          |
| 28/01/1998 | Катанія   | Італія               | 3 – 0     | Словаччина  | товариський матч   | -    |          |
| 10/10/1998 | Удіне     | Італія               | 2 – 0     | Швейцарія   | Відбір до ЧЄ 2000  | -    |          |
| 18/11/1998 | Салерно   | Італія               | 2 – 2     | Іспанія     | товариський матч   | -    |          |
| 16/12/1998 | Рим       | Італія               | 6 – 2     | Зірки світу | товариський матч   | -    |          |
| 10/02/1999 | Піза      | Італія               | 0 – 0     | Норвегія    | товариський матч   | -    |          |
| Усього     |           | Матчів               | 10        |             | Голів              | 0    |          |

## Титули і досягнення
- Чемпіон Італії (3):

«Ювентус»: 1994–95, 1996–97, 1997–98
- Володар Кубка Італії (2):

«Ювентус»: 1994–95
«Фіорентіна»: 2000–01
- Володар Суперкубка Італії з футболу (2):

«Ювентус»: 1995, 1997
- Володар Кубка УЄФА (1):

«Ювентус»: 1992–93
- Переможець Ліги чемпіонів УЄФА (1):

«Ювентус»: 1995–96
- Володар Суперкубка УЄФА (1):

«Ювентус»: 1996
- Володар Міжконтинентального кубка (1):

«Ювентус»: 1996